# Sonata per a piano núm. 1 en mi major, D 157 (Schubert)
La Sonata per a piano núm. 1 en mi major, D 157, és una sonata per a piano en tres moviments composta al març de 1815 pel compositor austríac Franz Schubert. L'Allegro D 154 és una versió primerenca del primer moviment.

## Anàlisi
Els moviments en els que està estructurada l'obra són:
- I. Allegro ma non troppo
- II. Andante
- III. Menuetto: Allegro vivace - Trio